# Bip (son)
Pour les articles homonymes, voir Bip.
 (janvier 2019).
Un bip (onomatopée, de l'anglais beep) est un son court, typiquement aigu, généré par un ordinateur ou un appareil. Le composant électronique permettant de produire un tel son est un bipeur.
Dans le langage familier, un bip (ou bipeur) peut désigner un appareil générant ce son.

## Exemples d'utilisation
Des bips sont utilisés dans des domaines très différents. 
C'est un instrument permettant de censurer des discours jugés vulgaires ou choquants, notamment certains passages dans les paroles des chansons. Cette pratique est parodiée dans une chanson des  Pussycat Dolls justement intitulée Beep. Dans le même ordre d'idées, ils permettent de masquer des informations de nature à priver une personne de son anonymat, dans des documents diffusés par les médias.
Ils peuvent être émis par n'importe quel appareil électronique pour attirer l'attention de l'utilisateur, en particulier par le générateur de son d'un ordinateur où il est dénommé caractère d'appel. Les bips sont aussi utilisés dans ce but par les pagers, justement appelés bipeurs dans le langage courant. Sur un téléphone, qu'il soit  mobile ou  fixe, un bip peut indiquer, lorsqu'un appel est en cours, qu'un autre correspondant tente d'appeler. Sur les répondeurs téléphoniques, il permet de signaler à l'appelant que l'annonce d'accueil est terminée, et qu'il peut enregistrer son message.
La fréquence à laquelle des bips sont répétés peut être un élément d'une interface homme-machine, permettant de donner une information à l'utilisateur. Par exemple, certains détecteurs émettent des bips réguliers, et leur fréquence augmente à mesure que le détecteur se rapproche d'une source à détecter. On le retrouve également dans le bip de recul que certains véhicules émettent automatiquement lorsqu'ils sont en marche arrière, afin d'en alerter les personnes environnantes ou le conducteur. 
Du fait de leur caractère bref, les bips sont utilisés pour marquer des moments de manière précise. Par exemple, à chaque battement cardiaque, sur un appareil de monitoring médical ; ou encore les dernières secondes de chaque minute, à l'horloge parlante. 
Enfin, il a donné son nom français à Road runner, l'un des personnages du cartoon Bip Bip et Coyote, car le seul son qu'il est capable d'émettre est un double-bip.